# Chrysobothris smaltzi
Chrysobothris smaltzi es una especie de escarabajo del género Chrysobothris, familia Buprestidae. Fue descrita científicamente por Théry en 1911.